# شهرستان ژوگچو
شهرستان ژوگچو (به لاتین: Zhugqu County) یک شهرستان‌های جمهوری خلق چین در چین است که در ولایت خودمختار گاننان تبتی واقع شده‌است.